# 羅納德·史比爾
羅納德·史比爾（英語：Ronald Speirs，1920年4月20日—2007年4月11日），是美國陸軍101空降師第506步兵團第2營D連第2排的排長。其後在巴斯通於突出部之役成為E連連長。二戰後史比爾前住韓國擔任美軍步槍連連長，其後成為德國柏林斯潘道監獄的典獄長，他在歐洲戰場時為上尉，最後以中校階級退役。

## 早年生活
羅納德·史比爾於1920年在蘇格蘭愛丁堡出生，在那裏住了幾年後、與家人在1924年12月25日移民至美國麻薩諸塞州波士頓。史比爾在高中接受軍事訓綀，隨後以軍官身分被任命為美國陸軍步兵少尉。

## 軍旅生涯
史比爾在美國決定投入第二次世界大戰時志願成為傘兵。他在喬治亞州托柯阿傘兵訓練營地擔任第506步兵團第2營D連第2排排長（隨後被編入第101空降師），爾後在1943年下半年移動往英格蘭。在抵達之後，101空降師開始為了執行大君主行動而進行訓練。

### 第二次世界大戰

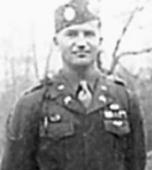
史比爾在巴斯托涅，1944年12月或1945年1月

史比爾在D日行動中空降至諾曼第猶他海灘地區，他組織了落地地點附近的部分傘兵參與佈列庫莊園突襲行動的進攻支援，並佔領了有著四座105公釐榴彈炮的德軍砲兵基地。:83:88:69
史比爾隨後帶領D連第2排參與戰鬥，他的部隊在6月7日清晨被調度接替其他單位進攻而移防。:186據傳在移防過程中，史比爾在接受三名德國士兵投降後下令槍殺處決他們，亦有傳言在同日稍晚後史比爾又下令處決另外一群共4-5名投降的德國士兵。美軍的地面突擊攻勢在6月7日早上伴隨著炮兵彈幕攻擊開始，史比爾被下令在聖科姆迪蒙暫停攻勢，以等待軍團司令部協調炮兵彈幕攻擊的落點、打擊聖科姆迪蒙附近的15個目標。
據上等兵阿特·迪馬齊奧（Private First Class Art DiMarzio）所稱，史比爾在攻擊行動開始前槍擊一名同袍軍士，當時迪馬齊奧與該名軍士一同躺在散兵坑中、而該名軍士處在喝醉狀態；當時史比爾正沿著陣線傳達堅守陣地的指令，該軍士拒絕聽令、且想要衝上前去與德軍交戰；史比爾接著第二度聲明堅守陣地的指令並要求遵守，隨後史比爾發現該軍士已經太過酒醉、無法履行職責而認為他應該自行後撤，該名軍士則再次拒絕指令且開始接近自己的配槍；當史比爾第三度聲明指令並警告該軍士時，該軍士已經舉槍瞄準向他。迪馬齊奧表示他看見史比爾出於自我防衛目的而向該軍士開槍，而整個排都目擊了該事件的發生。史比爾旋即向他的上級、傑瑞·格羅斯上尉（Captain Jerre S. Gross）報告這起事件，迪馬齊奧說格羅斯馬上前去查看狀況，並認定這是史比爾的正當自我防衛行動。由於格羅斯在6月8日的戰鬥中陣亡，這起事件也就再也沒被追究。:262

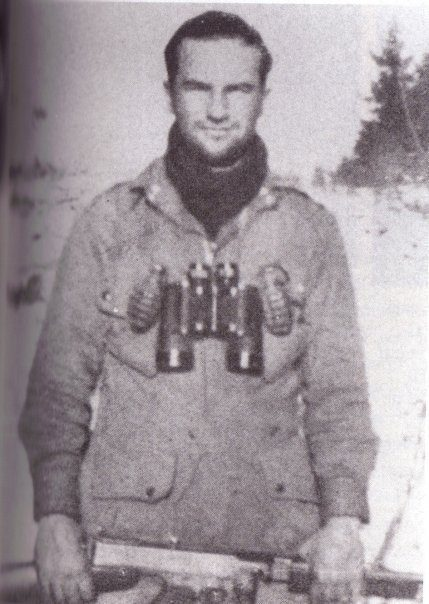
史比爾，拍攝日期未知

1945年1月，突出部之役尾聲，第506步兵團第2營E連正在進攻比利時富瓦時遭遇困難，第2營營長理查德·溫特斯下令由史比爾（當時為D連連長）接替諾曼·戴克中尉（First Lieutenant Norman S. Dike Jr.）的職位，解除困境並重新組織攻勢:176；當時這個選擇是偶然的：溫特斯後來表示他只是因為史比爾是他在四處尋找軍官時第一個看見的，才選擇由他接手:209:185。而史比爾也成功解圍並帶領E連完成進攻拿下勝利。在這場作戰過後，史比爾被調任為E連連長，並擔任此職直到戰爭結束。若以二戰期間擔任過E連連長的所有軍官相比，史比爾是在職最久的。:272
關於該次作戰的細節如下：
在該次進攻中，戴克安排E連第1排與第3排由兩側迂迴、自己則跟著第2排由中間，分三個方向自距離富瓦約200公尺遠的森林出發、穿越大片開闊空地向城鎮進攻:208；期間由於右肩中槍的傷勢帶來的恐懼，戴克下令所有第2排士兵在距離城鎮僅約75公尺左右的地方停下、並僅以乾草堆作為掩護，這使得整體攻勢全數暫停於距離城鎮不遠處，並且讓E連被德軍的輕兵器、狙擊手、88公釐高射砲（砲管仰角壓低以作為一般火炮使用）與虎式坦克所壓制；史比爾接手組織進攻後，立即下令不要迂迴、全體直接進攻城鎮，並且由於手上沒有通訊設備、因此直接奔跑穿越會被德軍看見的空地、向偕同進攻的第506步兵團第2營I連進行傳令，:209在完成傳令後二度穿越空地回到E連第2排；在史比爾的帶領下，E連成功擊敗鎮守富瓦的德軍完成任務。
溫特斯認為史比爾是整個第2營之中最為優秀的作戰軍官之一，溫特斯在他的個人回憶錄中提及，史比爾努力工作以贏得一個冷酷殺手的形象與聲譽、且曾為了震攝他人而行動:187。溫特斯提及一個傳言，傳言據稱史比爾曾被指控以湯普森衝鋒槍一次擊斃六名德軍戰俘、而知情的營部高層卻不得不為了保留足夠優秀的作戰領導者而選擇忽略這些指控；溫特斯說這若以現代軍隊而言，史比爾一定會被送上軍事法庭並且被指控犯下暴行，但當時像史比爾那樣足智多謀、無懼於衝鋒陷陣的作戰軍官實在太有價值而必須留著。在數十年過去之後，溫特斯在接受賓夕法尼亞州眾議院議員約翰·D·佩恩採訪時表示，出版商西蒙與舒斯特的法律部門擔心關於史比爾的傳言與指控可能會引發訴訟，導致溫特斯必須與史比爾當面對質。溫特斯接著說，史比爾不僅證實這些指控、還為此寫了信給他。
儘管史比爾在歐洲戰區結束後已經取得足夠的服役積分可以調任回鄉，但他選擇留在E連、並為了調派投入太平洋戰區的可能而進行準備，但大日本帝國在這之前就宣布投降，使得調派沒有成真。
史比爾在戰事期間因為參與市場花園行動獲頒銀星勳章，勳章引文如下：
美國總統根據1918年7月9日國會法案，很高興將銀星勳章頒予美國陸軍中尉（步兵）羅納德·C·史比爾（服役編號：0-439465），以表彰其服役於第101空降師第506步兵團之英勇行動。1944年10月10日在荷蘭倫代克附近，他受命帶領一支巡邏隊於低萊茵河河畔巡邏以觀察對岸的敵軍行動。他在凌晨帶領著巡邏隊抵達河畔並花費一整天的時間進行觀測。天黑後，他自願獨自游泳過河至對岸、並發現自己身處於未知的領域。他在瓦赫寧恩城鎮附近發現敵方的機槍佈防點、敵方指揮總部以及其他敵軍活動。他獲取了敵軍遺留的橡皮艇、帶著資訊回到了有著友軍的岸邊。在返回友軍戰線途中，他被敵方的機槍掃射而受傷。史比爾中尉是第一個跨越低萊茵河的士兵，並為接下來其他巡邏隊進行類似偵查行動時提供了條件。這些資訊對他的所屬單位來說非常有價值。他的行動符合了最高行動準則。
The President of the United States of America, authorized by Act of Congress July 9, 1918, takes pleasure in presenting the Silver Star to First Lieutenant (Infantry) Ronald C. Speirs (ASN: 0-439465), United States Army, for gallantry in action while serving with the 506th Parachute Infantry Regiment, 101st Airborne Division. On 10 October 1944, in the vicinity of Rendijk, Holland, he was assigned the mission of leading a patrol to the bank of the Neder Rijn River to determine enemy activity across the river. He reached the river bank with his patrol in the early hours of the morning and spent the entire day observing across the river. After dark he voluntarily swam across to the opposite bank alone where he found himself in unknown territory. He located an enemy machine gun nest, an enemy headquarters and other enemy activity near the town of Wageningen. He secured a rubber boat left by the enemy and returned to the friendly side of the river with this information. While returning to his own lines, he was wounded by fire from an enemy machine gun. Lieutenant Speirs was the first to cross the Neder Rijn River in this vicinity, and in so doing he paved the way for other patrols to make similar reconnaissance's. The information proved of great value to his unit. His actions were in accordance with the highest standards of military service.

### 韓戰
史比爾回到美國後決定留在軍中，並在韓戰時期服役。1951年3月23日，他參與了戰斧行動，其行動組織了一場戰鬥跳傘行動，行動單位由第187步兵團的近3500名傘兵組成，跳傘降落地點則在韓國京畿道坡州市文山邑附近。作為步槍連指揮官、史比爾參與其中的任務主要是負責確保降落地點的安全；該行動中他們擊傷或擊殺對方40-50名士兵。

### 冷戰
在韓戰之後，史比爾在1956年參加了一門俄語課程，接著成為了與蘇聯紅軍之間的聯絡官、被派駐於東德波茨坦。1958年，史比爾成為了西德西柏林斯潘道監獄的管理者，該監獄用於關押納粹主義者、例如前納粹德國副元首魯道夫·赫斯。:301
1962年，史比爾以美軍顧問團一員的身分加入寮國皇家陸軍:301，擔任行動訓練隊的訓練官，在寮國為熱腳行動訓練軍隊。
史比爾的軍旅生涯最後一項任務是在五角大廈擔任計畫官員，他在1964年以中校軍階退役。因為他在1961至1964年的效力，國家頒予他功績勳章。
勳章引文寫道：
美國總統根據1942年7月20日國會法案授權，很高興向美國陸軍中校（步兵）羅納德·C·史比爾授予功績勳章，以表彰其於1961年10月至1964年3月為美國政府所做出的傑出貢獻。
The President of the United States of America, authorized by Act of Congress, 20 July 1942, takes pleasure in presenting the Legion of Merit to Lieutenant Colonel (Infantry) Ronald C. Speirs, United States Army, for exceptionally meritorious conduct in the performance of outstanding services to the Government of the United States from October 1961 to March 1964.

## 個人生活
1944年5月20日，史比爾與他在英格蘭威爾特郡相識的女性瑪格麗特·葛莉菲斯（Magaret Griffiths）結婚。葛莉菲斯曾服役於英國陸軍本土輔助部隊。兩人育有一子羅伯特、他後來成為皇家綠夾克步兵團並以中校軍階退伍。
由美國歷史學家史蒂芬·安布羅斯出版的諾曼地大空降一書中宣稱葛莉菲斯已經離開史比爾回到他的第一任丈夫身邊、他相信他的第一任丈夫在戰爭中去世。:287史比爾否認了這個說法。
在一封於1992年寄給溫特斯的信中，史比爾寫道他的第一任妻子（即葛莉菲斯）只是單純的不想跟著他搬到美國、遠離家鄉英格蘭與他的家庭；史比爾同時也寫道葛莉菲斯從來就不是以一個寡婦的身分開始與他的關係，並且他會永遠愛著葛莉菲斯。
2007年4月11日，史比爾於他在蒙大拿州聖瑪莉的居所中突然去世。

## 勳章
| 步兵戰鬥勳章第二等                    |
| 最高級傘兵勳章（配有4枚戰鬥跳傘徽記） |

|                                                                   | 銀星勳章                                               |
|                                                                   | 功績勳章                                               |
| Bronze oak leaf cluster · Bronze oak leaf cluster                 | 銅星勳章（配有2枚橡樹葉簇裝飾）                        |
| Bronze oak leaf cluster                                           | 紫心勳章（配有1枚橡樹葉簇裝飾）                        |
|                                                                   | 嘉獎獎章                                               |
| Bronze oak leaf cluster                                           | 總統單位表彰獎章（配有1枚橡樹葉簇裝飾）                |
|                                                                   | 美洲服役獎章                                           |
| Arrowhead · Bronze star · Bronze star · Bronze star · Bronze star | 歐陸—非洲—中東服役獎章（配有4枚服役星章與1枚箭簇徽記） |
|                                                                   | 第二次世界大戰勝利獎章                                 |
|                                                                   | 職業陸軍獎章                                           |
| Bronze star                                                       | 國防部服役獎章（配有1枚服役星章）                      |
| Arrowhead · Bronze star · Bronze star · Bronze star · Bronze star | 韓國服役獎章（配有4枚服役星章與1枚箭簇徽記）           |
|                                                                   | 英勇十字勳章（配有棕櫚葉徽記）                         |
|                                                                   | 解放法國獎章                                           |
|                                                                   | 總統單位表彰獎章（南韓）                               |
|                                                                   | 聯合國韓戰服役獎章                                     |
|                                                                   | 韓戰服役獎章                                           |

## 其他
羅納德·史比爾在HBO連續劇雷霆傘兵中是由馬修·塞特爾（Matthew Settle）飾演。